# Salamandre de Lanza
Salamandra lanzai
Pour les articles homonymes, voir Lanza.
Espèce
Statut de conservation UICN

 VU D2 : Vulnérable
Salamandra lanzai, la Salamandre de Lanza, est une espèce d'urodèles de la famille des Salamandridae. Elle fait partie des six espèces animales présentes en France et dites "extraordinaires" ou "originales", selon le programme Edge (Evolutionary Distinct and Globally Endangered) pour la préservation des espèces animales menacées présentant des qualités évolutives uniques.

## Répartition
Cette espèce se rencontre de 1 200 à 2 200 m d'altitude dans les Alpes cottiennes, aux environs du Mont Viso en Italie et dans la haute vallée du Guil dans les Hautes-Alpes en France, en particulier dans la Réserve naturelle nationale de Ristolas - Mont-Viso.

## Description

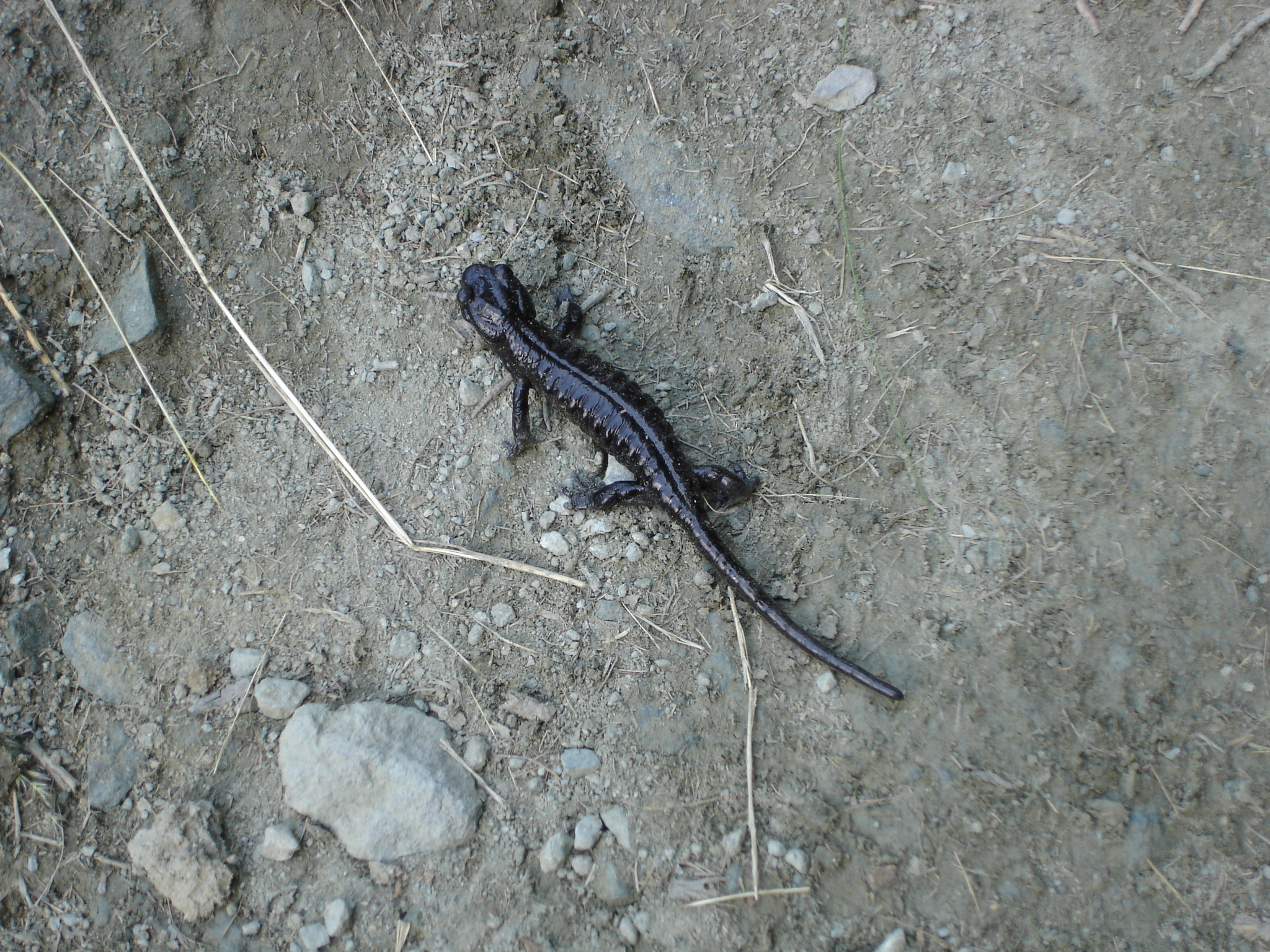
Salamandra Lanzai rencontrée au Piano dei Morti, dans le haut Val Pellice

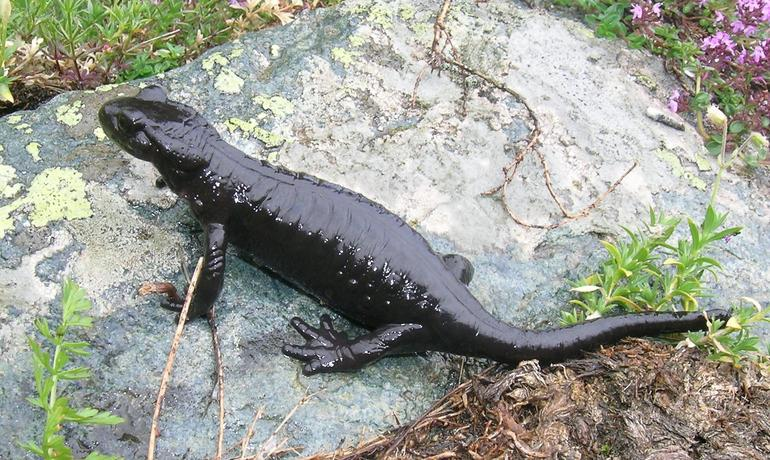
Salamandra lanzai

Cette espèce mesure jusqu'à 160 mm.

## Étymologie
Cette espèce est nommée en l'honneur de Benedetto Lanza.

## Publication originale
- Nascetti, Andreone, Capula & Bullini, 1988 : A new Salamandra species from southwestern Alps (Amphibia, Urodela, Salamandridae). Bollettino, Museo Regionale di Scienze Naturali, Torino, vol. 6, p. 617-638.